# Metalimax varius
Metalimax varius (лат.) — вид наземных стебельчатоглазых брюхоногих моллюсков рода Metalimax семейства лимацид (Limacidae). Слизень средних размеров длиной до 60 мм. Окраска серовато-жёлтая или красновато-лиловая. Тело покрыто неравномерно расположенными мелкими чёрными пятнами, которые не заметны невооружённым глазом. При сильном развитии тёмного пигмента пятна сливаются, образуя рисунок в виде меандр. Распространён на Большом Кавказе. Обитает в горных и предгорных лесах различных типов. Днём скрывается под валежинами, в гниющей древесине, в подстилке и под камнями.

## Описание

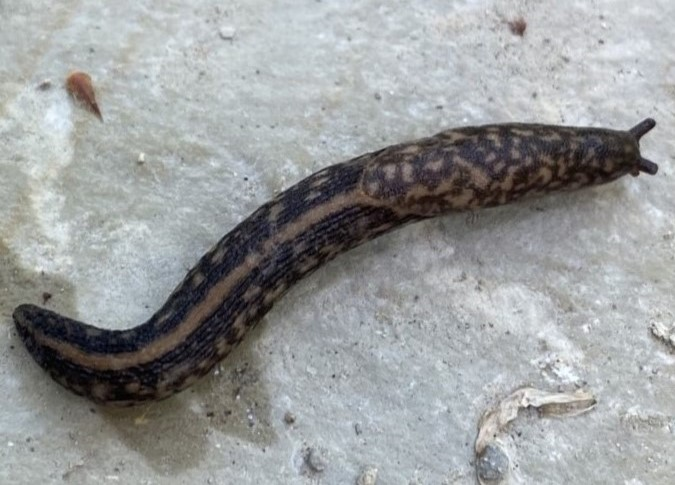
Особь с сильно развитым тёмным пигментом

Слизень средних размеров: длина ползущей особи до 60 мм (длина мантии до 20 мм), сократившейся — до 35 мм (длина мантии до 12 мм). Тело веретеновидно-цилиндрическое. Мантия в отличие от Metalimax elegans не имеет боковых полос. Капюшон большой, при сокращении слизня полностью закрывает шею и голову. Киль слабо выражен, но простирается на всю спину. Между ним и мантийной щелью размещается 20—21 ряд морщин. Окраска серовато-жёлтая или красновато-лиловая. Тело покрыто неравномерно расположенными мелкими чёрными пятнами, которые не заметны невооружённым глазом (у M. elegans они значительно крупнее). При сильном развитии тёмного пигмента пятна сливаются, образуя рисунок в виде меандр, который особенно часто проявляется на мантии. Реже на теле возникают неправильные боковые полосы. У слизней с рисунком киль приобретает вид светлой полосы, по бокам которой пятна образуют продольные сгущения, постепенно исчезающие по направлению к светлой подошве. Слизь вязкая, бесцветная.
Срединные и боковые зубы радулы трёхзубцовые, краевые однозубцовые кинжаловидные или шиповидные.
Слепая кишка длинная, её длина составляет около 1/5 длины тела.

### Половая система
Гермафродитная железа расположена перед белковой железой или рядом с нею. Длинный гермафродитный проток тянется назад, затем отклоняется влево и сильно утолщается перед белковой железой, образуя многочисленные извивы. Спермовидукт образует 2—3 крупных извива. Яйцевод плавно сужается к атриуму. Перед атриумом в яйцевод впадает короткий проток семяприёмника с овальным резервуаром. Длинный семяпровод проходит вдоль яйцевода, затем простирается назад, делает один виток вокруг пениса, и впадает в его задний конец рядом с половым ретрактором. Пенис цилиндрический, со слабым изгибом у заднего конца. Внутри него лежит крупная двухветвистая продольная складка, а также небольшая спиральная складка, находящаяся в его заднем конце и окружающая выход семяпровода. Атриум очень короткий и выглядит как продолжение пениса.
Половой ретрактор крепится к заднему концу пениса. Сзади он прикрепляется к верхней стенке тела у заднего края почки. У M. elegans этот же орган крепится приблизительно на середине пениса, где имеется небольшой перегиб.

## Распространение
Вид распространён на Большом Кавказе: на северных отрогах — от Новороссийска до реки Белой, на южных — от реки Аше до реки Гумисты. Кроме того, был завезён в городские оранжереи Ростова-на-Дону и Сочи.
Отмечен на территории Кавказского государственного природного биосферного заповедника имени Х. Г. Шапошникова на плато Лагонаки, в долинах рек Белая, Киша, Шахе, Мзымта.

## Биология
Обитает в горных и предгорных лесах различных типов: от субтропических с тисом и самшитом до умеренно влажных дубово-грабовых, буковых и пихтово-буковых. Днём скрывается под валежинами, в гниющей древесине, в подстилке и под камнями.
Немногочисленные и сравнительно малоподвижные слизни. Продолжительность жизни, по всей видимости, составляет 1 год. Молодые особи появляются во второй половине лета. Осенью взрослые экземпляры встречаются редко.

## Таксономия
Впервые вид был описан немецким зоологом Оскаром Бёттгером в 1884 году под названием Paralimax varius. Типовое местонахождение — «Psirsk» — Псырцха (окрестности Нового Афона в Абхазии). Типовые экземпляры неизвестны.
В 1892 году Генрих Зимрот описал вид Metalimax reibischi (первоначальное название — Mesolimax reibischi). В 1912 году он писал, что этот вид внешне сходен с Metalimax varius, но отличается по анатомическим признакам. Согласно автору, у M. reibischi есть слепая кишка, а пенис цилиндрический, с цэкумом (слепым отростком), впереди которого впадает семяпровод и крепится ретрактор; у M. varius слепой кишки нет, пенис булавовидный, цэкум отсутствует, семяпровод и ретрактор расположены апикально. Опубликованные в 1980 году исследования Ильи Михайловича Лихарева и Анджея Хуберта Виктора показали, что среди экземпляров Зимрота как у M. reibischi, так и у M. varius имеется слепая кишка и отсутствует цэкум. У некоторых из них, однако, задняя часть пениса несколько изогнута, из-за чего кажется, что семяпровод и ретрактор крепятся к пенису сбоку, отступая от заднего конца. Кроме того, в пределах одной популяции встречаются слизни как с почти цилиндрическим, так и с булавовидным пенисом. Следовательно, M. reibischi является младшим синонимом M. varius.